# یواس‌اس مارتین (دی‌ئی-۳۰)
یواس‌اس مارتین (دی‌ئی-۳۰) (به انگلیسی: USS Martin (DE-30)) یک کشتی بود که طول آن ۲۸۹ فوت ۵ اینچ (۸۸٫۲۱ متر) بود. این کشتی در سال ۱۹۴۳ ساخته شد.